# 1953 en football
Cet article présente les faits marquants de l'année 1953 en football.

## Mai
- 2 mai : le Blackpool Football Club remporte la Coupe d’Angleterre face à Bolton Wanderers, 4-3.
- 14 mai : au Stade olympique Yves-du-Manoir de Colombes, l'équipe de France s'impose 6-1 face à l'équipe du Pays de Galles.
- 17 mai : le Stade de Reims est champion de France à une journée de la fin du championnat.
  - Article détaillé : Championnat de France de football 1952-1953
- 31 mai : le Lille OSC remporte la Coupe de France face au FC Nancy, 2-1.

## Champions nationaux
- Allemagne : 1.FC Kaiserslautern
- Angleterre : Arsenal FC
- Département d'Alger : FC Blida
- Département de Constantine : JSM Philippeville
- Département d'Oran : SC Bel-Abbès
- Écosse : Rangers FC
- Égypte : Al-Ahly SC
- Espagne : FC Barcelone
- France : Stade de Reims
- Italie : Inter Milan
- Maroc : SA Marrakech
- Tunisie : Sfax RS

## Juin
- 7 juin :
  - Stade de Reims remporte la Coupe Latine en écartant en finale le Milan AC, 3-0.
  - SC Bel-Abbès remporte la Ligue des champions de l'ULNA devant le FC Blida sur le score de 4-0 au Stade Montréal à Oran.

- 11 juin : à Solna, l'équipe de Suède s'impose 1-0 face à l'équipe de France.

## Août
- 30 août : l'US Marocaine remporte la Supercoupe du Maroc devant le SA Marrakech sur le score de 4-0 au Stade Philip à Casablanca.

## Septembre
- 20 septembre : à Luxembourg, en match qualificatif pour le Mondial 1954, l'équipe du Luxembourg s'incline 1-6 face à l'équipe de France.

## Octobre
- 4 octobre : à Dublin, en match qualificatif pour le Mondial 1954, l'équipe d'Irlande s'incline 3-5 face à l'équipe de France.
- 18 octobre : à Zagreb, l'équipe de Yougoslavie s'impose 3-1 face à l'équipe de France.

## Novembre
- 11 novembre : au Stade olympique Yves-du-Manoir de Colombes, l'équipe de France s'incline 2-4 face à l'équipe de Suisse.
- 25 novembre : au Parc des Princes à Paris, en match qualificatif pour le Mondial 1954, l'équipe de France s'impose 1-0 face à l'équipe d'Irlande.
- 25 novembre : l'équipe de Hongrie devient la première équipe du continent à battre l'équipe d'Angleterre sur sol anglais en s'imposant à Wembley sur le score de 6-3.

## Décembre
- 17 décembre : au Parc des Princes à Paris, en match qualificatif pour le Mondial 1954, l'équipe de France s'impose 8-0 face à l'équipe du Luxembourg. Pour son premier match international, Just Fontaine s'offre l'exploit d'inscrire un triplé.

## Naissances
Plus d'informations : Liste d'acteurs du football nés en 1953.
- 7 janvier : Dieter Hoeness, footballeur allemand.
- 14 février : Johann Krankl, footballeur autrichien.
- 3 mars : Zico, footballeur puis entraîneur brésilien.
- 11 mars : László Bölöni, footballeur puis entraîneur roumain.
- 15 mars : Christian Lopez, footballeur français.
- 23 mars : Ivica Surjak, footballeur yougoslave.
- 19 avril : Abdelmajid Dolmy, footballeur marocain.
- 22 mai : Cha Bum-geun, footballeur sud-coréen.
- 23 mai : Enzo Trossero, footballeur puis entraîneur argentin.
- 25 mai : Daniel Passarella, footballeur puis entraîneur argentin.
- 6 juin : Manfred Kaltz, footballeur allemand.
- 28 juin : Gernot Rohr, footballeur franco-allemand.
- 26 juillet : Felix Magath, footballeur allemand.
- 12 août : Rolland Courbis, footballeur puis entraîneur français.
- 14 août : Franck McCourt, dirigeant américain.
- 21 août : Gérard Janvion, footballeur français.
- 25 août : Ditmar Jakobs, footballeur allemand.
- 10 octobre : Albert Rust, footballeur puis entraîneur français.
- 16 octobre : Falcão, footballeur brésilien.
- 21 novembre : Daniel Sanchez, footballeur puis entraîneur français.
- 4 décembre : Jean-Marie Pfaff, footballeur belge.
- 20 septembre : Ante Čačić, footballeur puis entraîneur croate.

## Décès
- 16 janvier : décès à 83 ans d'Arnold Bideleux, joueur français.
- 17 février : Philippe Bonnardel, footballeur français.
- 26 juin : Francis Méano, footballeur français.
- 26 juin : Antoine Abenoza, footballeur franco-espagnol.
- 5 juillet : décès à 38 ans d'Alejandro González, international péruvien ayant remporté le Championnat du Pérou 1948[1].
- 9 août : Maurice Pefferkorn, journaliste français spécialisé dans le football.
- 30 août : Emmanuel Gambardella, footballeur puis dirigeant français.
- 14 septembre : Robert Diochon, dirigeant français.
- 5 décembre : Georges Bayrou, footballeur puis dirigeant français.

## Liens
- RSSSF : Tous les résultats du monde